# U-314 (tàu ngầm Đức)
U-314 là một tàu ngầm tấn công  Lớp Type VII thuộc phân lớp Type VIIC được Hải quân Đức Quốc Xã chế tạo trong Chiến tranh Thế giới thứ hai. Nhập biên chế năm 1943, nó đã thực hiện được hai chuyến tuần tra, nhưng không đánh chìm được mục tiêu nào, trước khi bị các tàu khu trục Hải quân Hoàng gia Anh HMS Whitehall và Meteor đánh chìm trong biển Bắc Cực vào ngày 30 tháng 1, 1944.

## Thiết kế và chế tạo

### Thiết kế

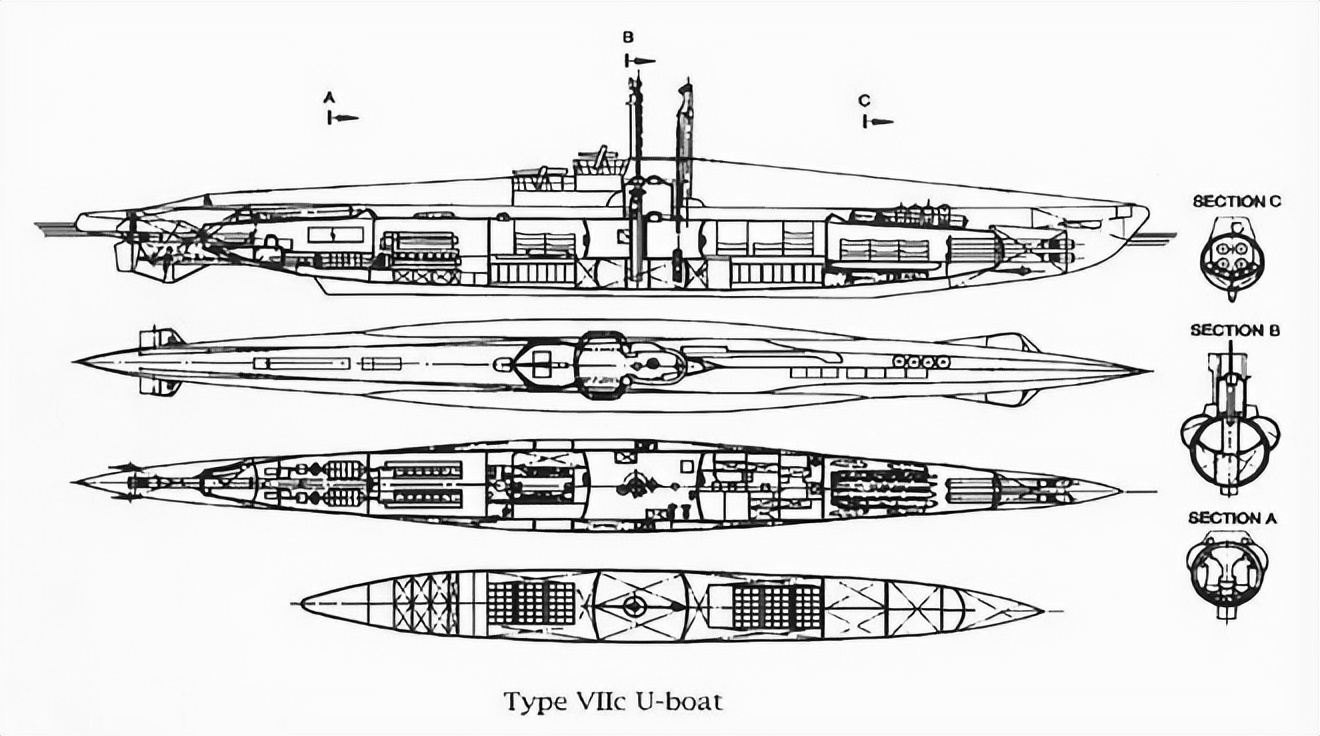
Sơ đồ các mặt cắt một tàu ngầm Type VIIC

Phân lớp VIIC của Tàu ngầm Type VII là một phiên bản VIIB được kéo dài thêm. Chúng có trọng lượng choán nước 769 t (757 tấn Anh) khi nổi và 871 t (857 tấn Anh) khi lặn). Con tàu có chiều dài chung 67,10 m (220 ft 2 in), lớp vỏ trong chịu áp lực dài 50,50 m (165 ft 8 in), mạn tàu rộng 6,20 m (20 ft 4 in), chiều cao 9,60 m (31 ft 6 in) và mớn nước 4,74 m (15 ft 7 in).
Chúng trang bị hai động cơ diesel Germaniawerft F46 siêu tăng áp 6-xy lanh 4 thì, tổng công suất 2.800–3.200 PS (2.100–2.400 kW; 2.800–3.200 bhp), dẫn động hai trục chân vịt đường kính 1,23 m (4,0 ft), cho phép đạt tốc độ tối đa 17,7 kn (32,8 km/h), và tầm hoạt động tối đa 8.500 nmi (15.700 km) khi đi tốc độ đường trường 10 kn (19 km/h). Khi đi ngầm dưới nước, chúng sử dụng hai động cơ/máy phát điện Garbe, Lahmeyer & Co. RP 137/c  tổng công suất 750 PS (550 kW; 740 shp). Tốc độ tối đa khi lặn là 7,6 kn (14,1 km/h), và tầm hoạt động 80 nmi (150 km) ở tốc độ 4 kn (7,4 km/h). Con tàu có khả năng lặn sâu đến 230 m (750 ft).
Vũ khí trang bị có năm ống phóng ngư lôi 53,3 cm (21 in), bao gồm bốn ống trước mũi và một ống phía đuôi, và mang theo tổng cộng 14 quả ngư lôi, hoặc tối đa 22 quả thủy lôi TMA, hoặc 33 quả TMB. Tàu ngầm Type VIIC bố trí một hải pháo 8,8 cm SK C/35 cùng một pháo phòng không 2 cm (0,79 in) trên boong tàu. Thủy thủ đoàn bao gồm 4 sĩ quan và 40-56 thủy thủ.

### Chế tạo
U-314 được đặt hàng vào ngày 25 tháng 8, 1941, và được đặt lườn tại xưởng tàu của hãng Flender Werke ở Lübeck vào ngày 9 tháng 6, 1942. Nó được hạ thủy vào ngày 17 tháng 4, 1943, và nhập biên chế cùng Hải quân Đức Quốc Xã vào ngày 10 tháng 6, 1943 dưới quyền chỉ huy của Hạm trưởng, Đại úy Hải quân Georg-Wilhelm Basse.

## Lịch sử hoạt động
Sau khi hoàn tất việc chạy thử máy và huấn luyện trong thành phần Chi hạm đội U-boat 8, U-314 được điều sang Chi hạm đội U-boat 11 từ ngày 1 tháng 1, 1944 để hoạt động trên tuyến đầu.

### Chuyến tuần tra thứ nhất
Sau khi chuyển căn cứ hoạt động từ Kiel sang cảng Trondheim, Na Uy vào giữa tháng 12, 1943, U-314 khởi hành từ cảng Na Uy này vào ngày 22 tháng 12 cho chuyến tuần tra đầu tiên trong chiến tranh. Nó hoạt động trong biển Barents về phía Nam đảo Bear và ngoài khơi bán đảo Kola cho đến khi kết thúc chuyến tuần tra và đi đến cảng Hammerfest (về phía Đông Bắc Narvik), Na Uy vào ngày 14 tháng 1, 1944.

### Chuyến tuần tra thứ hai - Bị mất
U-314 xuất phát từ cảng Hammerfest vào ngày 25 tháng 1 cho chuyến tuần tra thứ hai, cũng là chuyến cuối cùng, để tiếp tục hoạt động trong khu vực biển Barents. Chỉ năm ngày sau đó, 30 tháng 1, ở vị trí về phía Đông Nam đảo Bear, nó bị các tàu khu trục Hải quân Hoàng gia Anh HMS Whitehall và Meteor thả mìn sâu đánh chìm tại tọa độ 73°41′B 24°30′Đ / 73,683°B 24,5°Đ. Toàn bộ 49 thành viên thủy thủ đoàn của chiếc tàu ngầm đều tử trận.

### "Bầy sói" tham gia
U-314 từng tham gia bốn bầy sói:
- Eisenbart (24 tháng 12, 1943 - 5 tháng 1, 1944)
- Isegrim (5 – 13 tháng 1, 1944)
- Isegrim (25 – 27 tháng 1, 1944)
- Werwolf (27 – 30 tháng 1, 1944)